# Belavanthanakoppa, Shikarpur
Belavanthanakoppa là một làng thuộc tehsil Shikarpur, huyện Shimoga, bang Karnataka, Ấn Độ.